# Rezé
Rezé (bretonsko Reudied, gelsko Rezae) je južno predmestje Nantesa in občina v zahodnem francoskem departmaju Loire-Atlantique regije Loire. Leta 1999 je naselje imelo 35.478 prebivalcev.

## Geografija
Naselje se nahaja na južnem obrobju Nantesa; je njegovo drugo največje predmestje, od središča ga ločuje reka Loara, na vzhodu je omejeno z reko Sèvre Nantaise.

## Administracija
Rezé je sedež istoimenskega kantona, v katerega je poleg dela njegove vključena še občina Bouguenais z 51.105 prebivalci. Manjši zahodni del se nahaja v kantonu Bouaye. Oba kantona sta sestavna dela okrožja Nantes.

## Zgodovina
Kraj je bil ustanovljen v rimskem obdobju kot pomembno trgovsko pristanišče Portus Ratiatus (ali Ratiatum Pictonum Portus). 

## Pobratena mesta
- Aïn Defla (Alžirija),
- Diawar (Senegal),
- Dundalk (Irska),
- Ineu (Romunija),
- Sankt-Wendel (Nemčija),
- Villa el Salvador (Peru).